# Cabrera, Cundinamarca
Cabrera là một khu tự quản thuộc tỉnh Cundinamarca, Colombia. Thủ phủ của khu tự quản Cabrera đóng tại Cabrera Khu tự quản Cabrera có diện tích ki lô mét vuông. Đến thời điểm ngày 28 tháng 5 năm 2005, khu tự quản Cabrera có dân số 4446 người.